# Plagiostachys altistachya
Plagiostachys altistachya là một loài thực vật có hoa trong họ Gừng. Loài này được Kalu Meekiong và Chong Keat Lim miêu tả khoa học đầu tiên năm 2011.